# Jannik Petersen Bjerrum
Jannik Petersen Bjerrum, född 26 december 1851 i Skærbæk på Sønderjylland, död 2 juli 1920, var en dansk ögonläkare. Han var far till kemisten Niels Bjerrum.

## Biografi
Bjerrum blev student från Ribe skola 1869 och medicinsk examen 1876. Han började därefter att studera ögonsjukdomar och blev medicine doktor 1882. Han blev "medbestyrer" för Edmund Hansen Gruts ögonklinik 1885 och var professor i oftalmologi vid Köpenhamns universitet 1896–1910.
Bjerrum var även medredaktör i Nordisk oftalmologisk tidskrift 1888–92. Bjerrum lämnade viktiga bidrag till utbildandet av de oftalmologiska undersökningsmetoderna. Han är främst känd genom sina synfältsundersökningar vid bland annat glaukom, om vars kliniska avgränsningar och terapi han inlade stora förtjänster.

## Utmärkelser
- Riddare av Dannebrogorden,  1903[3]

[Redigera Wikidata]